# Tour d'Israël
Le Tour d’Israël est une course cycliste, organisée de 1968 à 2010 en Israël.

## Palmarès
| Année | Vainqueur                   | Deuxième        | Troisième      |
| ----- | --------------------------- | --------------- | -------------- |
| 1968  |                             |                 |                |
| 1973  | Dieter Uebing               | Ray Lewis       | Colin Davison  |
| 1975  | Henry Rinklin               | Jörg Echtermann | Steve Lawrence |
| 1983  | Kurt Zellhofer              | Karl Krenauer   |                |
| 2010  | Ran Margaliot et Niv Libner | Anton Mikhailov | Dan Alterman   |